# 28133 Kylebardwell
28133 Kylebardwell è un asteroide della fascia principale. Scoperto nel 1998, presenta un'orbita caratterizzata da un semiasse maggiore pari a 2,2060336 UA e da un'eccentricità di 0,1294351, inclinata di 2,54984° rispetto all'eclittica.